# Armando Villanueva Mercado
Armando Villanueva Mercado es un arquitecto y político peruano. Fue representante ante la Asamblea Regional de la Región Inka entre 1990 y 1992 y Congresista de la República del Perú desde 2016 hasta 2019 cuando el presidente Martín Vizcarra disolvió el congreso. 
Nació en la ciudad de Sicuani, provincia de Canchis, departamento del Cusco. Cursó sus estudios primarios entre Sicuani y Cusco y los secundarios en la Gran Unidad Escolar Inca Garcilaso de la Vega y la ESEP Túpac Amaru en el Cusco. Entre 1978 y 1984 estudió arquitectura en la Universidad Nacional San Antonio Abad del Cusco.
Es miembro del partido Acción Popular llegando a ocupar el cargo de secretario general regional en 1981, 2015 y 2014. En las elecciones regionales de 1990 fue candidato a representante ante la asamblea regional de la Región Inka por el FREDEMO. Fue candidato al Congreso por Acción Popular en las elecciones generales del 2000 y candidato a Presidente Regional del Cusco en las elecciones regionales del 2002 y en las elecciones regionales del 2014 sin éxito. En las elecciones generales del 2016 fue candidato al Congreso por el departamento del Cusco obteniendo la representación con 22 504 votos preferenciales.